# Pedro González (carrancista)
El Coronel Pedro González fue un militar mexicano que participó en la Revolución mexicana. Originario de Cadereyta Jiménez Nuevo Leon, Nació el 17 de febrero de 1889. El Coronel Pedro González se une al Ejército Constitucionalista en 1913, con la caída del maderismo y la subida al poder de Victoriano Huerta en 1913. Es conocido por ser el Coronel que mandaba un Regimiento de Caballería en la Batalla de Celaya y en la Batalla de León en 1915. Los embates sufridos en las dos últimas batallas le hicieron sufrir la amputación de una pierna. 
- Datos: Q9057460